# Johann Gräf (Bürgermeister)
Johann Gräf (* 28. September 1866 in Obersayn, Westerwaldkreis; † 8. April 1941 ebenda) war ein deutscher Bürgermeister und Mitglied des Provinziallandtages der Provinz Hessen-Nassau.

## Leben
Johann Gräf war ein Sohn des Bürgermeisters Mathias Gräf (1839–1901) und dessen Ehefrau Anna Maria Hehl (1845–1939). Er bewirtschaftete den väterlichen Landwirtschaftsbetrieb und übernahm nach dem Tod seines Vaters dessen Amt als Bürgermeister in Obersayn. Er war Mitglied des Kreisausschusses des Landkreises Westerburg und kam im Jahre 1932 für Egon Schunck in den Nassauischen Kommunallandtag des preußischen Regierungsbezirks Wiesbaden bzw. in den Provinziallandtag der Provinz Hessen-Nassau, wo er Mitglied des Bau- und Wahlvorschlagsausschusses war. Auf Betreiben des NSDAP-Kreisleiters Oskar Fischer wurde er am 1. September 1935 seiner Ämter enthoben.